# ريتشارد شميت (مجدف)
ريتشارد شميت (بالألمانية: Richard Schmidt)‏ هو مجدف ألماني، ولد في 23 مايو 1987 في ترير في ألمانيا.

## وصلات خارجية
- ريتشارد شميت على موقع الاتحاد الدولي للتجديف (الإنجليزية)
- ريتشارد شميت على موقع اللجنة الأولمبية الدولية (الإنجليزية)
- ريتشارد شميت على موقع أوليمبيديا (الإنجليزية)
- ريتشارد شميت على موقع اللجنة الأولمبية الألمانية (الألمانية)